# باتريشيا كانينغ تود
باتريشيا كانينغ تود (بالإنجليزية: Patricia Canning Todd)‏ مواليد 22 يوليو 1922 في سان فرانسيسكو - الوفاة 05 سبتمبر 2015 في إنسينيتاس، كانت لاعبة كرة مضرب أمريكية. كما أنها إحدى بطلات الجراند سلام. أعلى تصنيف لها في الفردي كان المركز الـ 4 في سنة 1950.

## بطولات حققتها
- بطولة ويمبلدون

## النهائيات

### الفردي
الألقاب 1, الوصافة 1
| الحصيلة | السنة | البطولة                  | المنافس في النهائي | النتيجة في النهائي |
| ------- | ----- | ------------------------ | ------------------ | ------------------ |
| الفوز   | 1947  | دورة رولان غاروس الدولية | دوريس هارت         | 6–3, 3–6, 6–4      |
| الوصافة | 1950  | دورة رولان غاروس الدولية | دوريس هارت         | 4–6, 6–4, 2–6      |

## الخط الزمني للفردي
مفتاح
| ف | ن | ن.ن | ر.ن | د# | د.م | ل | أ.أ | ت | غ | ب | ف | ذ | م.خ | ل.ت |

(ف) فاز بالبطولة (ن) وصل النهائي (ن.ن) نصف النهائي (ر.ن) ربع النهائي (د#) الأدوار الأربعة الأولى (د.م) دور المجموعات (ل) شارك في كأس ديفيز (أ.أ) خرج من الأدوار الاولى (ت) خسر التصفيات التأهيلية (غ) غاب عن الحدث أو البطولة (ب) حصل على ميدالية برونزية (ف) حصل على ميدالية فضية (ذ) حصل على ميدالية ذهبية (م.خ) بطولة الماسترز خُفضت إلى مرتبة أقل (ل.ت) البطولة لم تعقد في السنة المعينة.
لتجنب الارتباك وازدواجية الحساب، يتم تحديث هذه المعلومات إما في نهاية البطولة، أو عندما تكون مشاركة اللاعب في البطولة قد انتهت.
| الدورة             | 1938  | 1939  | 1940  | 1941  | 1942  | 1943  | 1944  | 1945  | 19461 | 19471 | 1948  | 1949  | 1950  | 1951  | 1952  | 1953 – 1956 | 1957  | إجمالي ف/م |
| ------------------ | ----- | ----- | ----- | ----- | ----- | ----- | ----- | ----- | ----- | ----- | ----- | ----- | ----- | ----- | ----- | ----------- | ----- | ---------- |
| البطولة الأسترالية | غ     | غ     | غ     | ل.ت   | ل.ت   | ل.ت   | ل.ت   | ل.ت   | غ     | غ     | غ     | غ     | غ     | غ     | غ     | غ           | غ     | 0 / 0      |
| البطولة الفرنسية   | غ     | غ     | ل.ت   | R     | R     | R     | R     | غ     | د3    | ف     | ن.ن   | غ     | ن     | غ     | غ     | غ           | غ     | 1 / 4      |
| بطولة ويمبلدون     | غ     | غ     | ل.ت   | ل.ت   | ل.ت   | ل.ت   | ل.ت   | ل.ت   | د3    | ر.ن   | ن.ن   | ن.ن   | ن.ن   | غ     | ن.ن   | غ           | غ     | 0 / 6      |
| البطولة الأمريكية  | د1    | د1    | د3    | د3    | د2    | غ     | د2    | ر.ن   | ن.ن   | ر.ن   | ن.ن   | ر.ن   | ر.ن   | د3    | غ     | غ           | د3    | 0 / 14     |
| م.ف                | 0 / 1 | 0 / 1 | 0 / 1 | 0 / 1 | 0 / 1 | 0 / 0 | 0 / 1 | 0 / 1 | 0 / 3 | 1 / 3 | 0 / 3 | 0 / 2 | 0 / 3 | 0 / 1 | 0 / 1 | 0 / 0       | 0 / 1 | 1 / 24     |

- إجمالي ف / م = إجمالي الفوز والمشاركة